# 우량륭
우량륭은 중국의 도시 계획가이다. 또한 도시 계획, 건축, 디자인 분야의 전직 교수이기도 하다. 1920년대에 태어났으며 건축학과 도시학 분야에서 60년 이상 종사해왔다. 중국에서 가장 영향력 있는 건축가이자 도시 계획가로 여겨진다.
진정한 건축가는 에펠탑과 같은 불멸의 건축물이 아니라 국민들을 수용할 건축물을 만들어야 한다.

## 생애
1922년 5월 7일 난징시에서 태어났다. 1944년 난징 대학에서 건축학 학사, 아메리칸 광시 아트 아카데미(American Guangxi Art Academy)에서 석사 학위를 취득했다. 1946년에 량쓰청 교수와 함께 칭화 대학에 건축학부를 설립했고, 도시계획, 건축, 디자인 분야에 전념했다.
국제 건축 협회에 중국 건축 협회(Architecture Society of China)의 부회장으로서 활동했으며, 세계인간주거과학협회(World Society for the Science of Human Settlements)와 중국 도시계획 협회(Urban Planning Society of China)의 회장을 역임하기도 했다.

## 활동
- 베이징 Ju’er Hutong 주택건설사업

1980년 대 , 우 교수는 정부의 지시로 Ju’er Hutong에 있는 노후한 siheyuans의 재건축을 감독했다. 당시 주민들은 인구 밀집도는 높고 기초 생활 시설은 부족한 열악한 환경에서 살아가고 있었다. 그는 기존의 건물을 최대한 유지하기 위해 노력했다. 중국의 뒷골목에 방치되어있던 오래된 건물들에게서 장점을 찾고, 그것들을 존중했다. 그는 필요할 때에만 새로운 건물을 지었고, 대부분의 건물들은 새로 수리하기만 했다.
베이징 Ju’er Hutong 주택건설사업은 1989년에 완공되어 세계적인 명성을 얻었고, 1992년에 아시아 건축가 협회(Architects Regional Council Asia)에서 금상을, 이듬해인 1993년에 세계 주거상(TheWorld Habitat Award)을 받았다.